# Heimatforscher
Ein Heimatforscher – auch Heimatkundler genannt – ist in der Regel ehrenamtlich im Bereich der Erforschung der heimatlichen Umgebung tätig.
Das Forschungsfeld des Heimatforschers umfasst sämtliche mit der Heimat in Verbindung stehende Bereiche.
Dazu zählen unter anderem die Beobachtung, Messung und Dokumentation von Themen in:
- Natur: Geografie, Meteorologie, Mineralogie, Zoologie oder Botanik (mit den jeweiligen Unterbereichen)
- Kultur: Archäologie, Architekturgeschichte, Denkmalschutz, Dialektologie, Genealogie, Heimatgeschichte, Ortsgeschichte, Regionalgeschichte, Sportgeschichte, Technikgeschichte, Verkehrsgeschichte, Wirtschaftsgeschichte

Oft haben Heimatforscher – anders als zum Beispiel Historiker in der Landesgeschichte – keine spezifische akademische Vorbildung. Die Erkenntnisse fließen manchmal in Regiowikis ein.

## Verbände
In der DDR gab es Interessengemeinschaften für Heimatforschung in der Freien Deutschen Jugend (FDJ), siehe Abzeichen „FDJ Heimatforschung“.
Für weitere Verbände und Vereine siehe Kategorie:Heimatkunde.